# Nørrebro Bycenter
Nørrebro Bycenter er et butikscenter, som ligger ved siden af kulturhuset Lygten Station i Københavns nordvestkvarter.
Centret, der er opført i 1995, har et samlet butiksareal på ca. 11.000 m² og består af 22 butikker.
Nørrebro Bycenter drives som mange andre butikscentre i Danmark af Steen & Strøm og ejes af pensionsselskabet Danica Pension.